# 原裂盾蛛科
原裂盾蛛科（学名：Protoschizomidae）是裂盾目下的一个科。

## 下属分类
本科包括以下属：
- 奇裂盾属 Agastoschizomus Rowland, 1971
- 原裂盾蛛属 Protoschizomus Rowland, 1975